# 科尔·阿尔德里奇

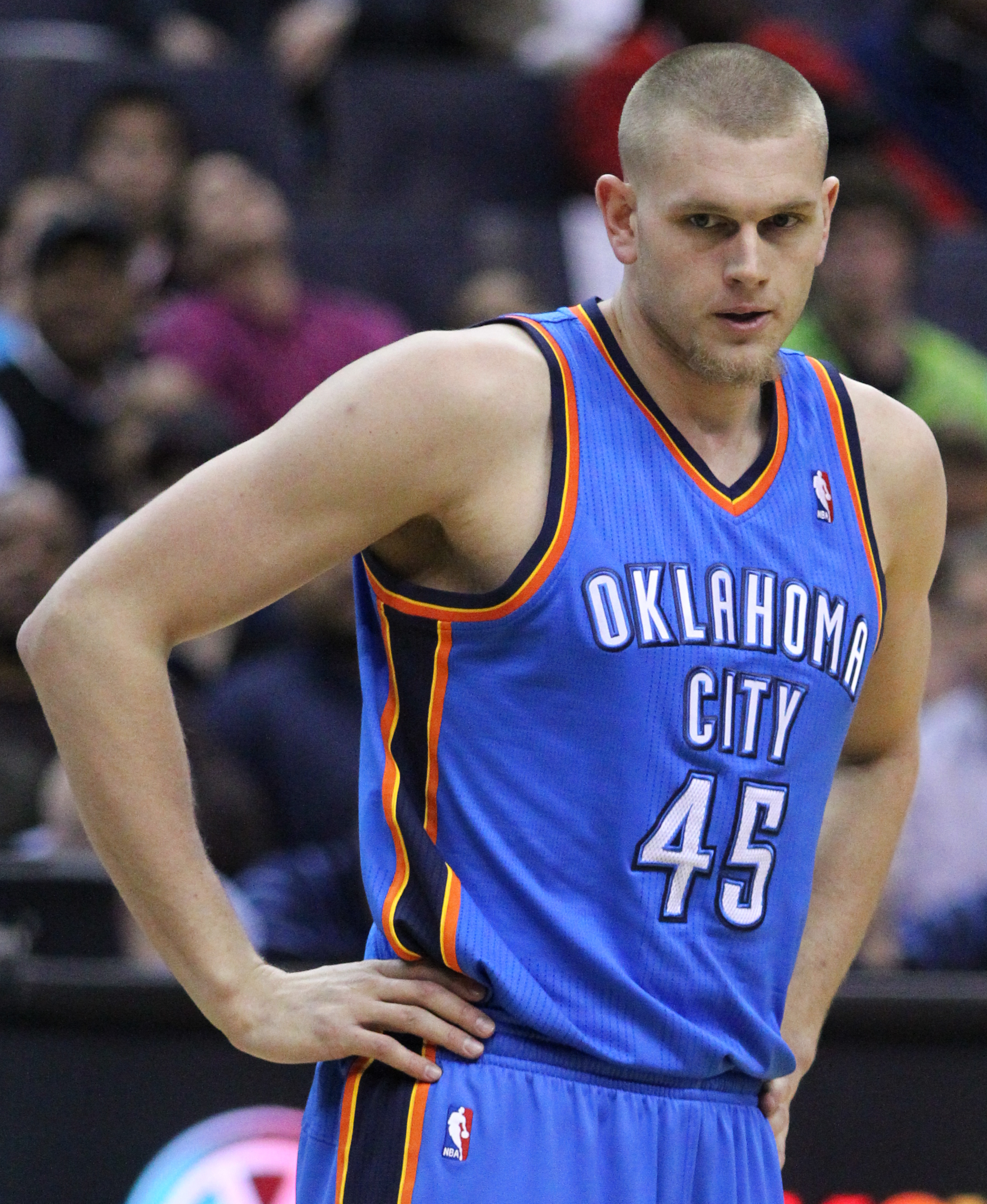
科尔·阿尔德里奇

科尔·阿尔德里奇（英語：Cole Aldrich，1988年10月31日—），美国篮球运动员，身高2米11，场上位置中锋，现效力于NBA明尼苏达森林狼。
阿尔德里奇在大一时表现并不出众，但是当原本的主力达雷尔·亚瑟等人放弃学业进入NBA后，他在大二时的表现突飞猛进。